# Thompson Twins
Thompson Twins foi um grupo britânico de new wave formado em abril de 1977 e dissolvido em maio de 1993. O grupo alcançou grande popularidade em meados dos anos 1980 com um sequência de hits no Reino Unido, Estados Unidos, entre outros países. A banda recebeu o nome devido a dupla de personagens Dupond e Dupont (que foram traduzidos para inglês como  Thomson e Thompson), de As Aventuras de Tintim. Em vários estágios, a banda teve sete membros, mas a sua formação mais famosa foi como um trio entre 1982 e 1986. Tornaram-se proeminentes representantes na Segunda Invasão Britânica e em 1985 apresentaram-se no Live Aid, onde tocaram junto a Madonna.

## Discografia

### Álbuns de estúdio
| A Product Of... (Participation)                                                                 | - Lançamento: Junho de 1981 - Gravadora: T Records - Formatos: disco de vinil, fita cassete       | —  | —  | —  | —  | —  | —  | —  | —  | —  | —   |                                                                    |
| Set                                                                                             | - Lançamento: 26 de fevereiro de 1982 - Gravadora: Arista Records - Formatos: vinil, cassete      | 48 | —  | —  | —  | —  | —  | —  | —  | —  | —   |                                                                    |
| In the Name of Love (EUA)                                                                       | - Lançamento: Junho de 1982 - Gravadora: Arista Records - Formatos: vinil, cassete                | —  | —  | —  | —  | —  | —  | —  | —  | —  | 148 |                                                                    |
| Quick Step & Side Kick                                                                          | - Lançamento: Janeiro de 1983 - Gravadora: Arista Records - Formatos: vinil, cassete              | 2  | 85 | 26 | —  | 47 | 7  | —  | 27 | —  | 34  | - BPI: platina - RMNZ: ouro                                        |
| Into the Gap                                                                                    | - Lançamento: 17 de fevereiro de 1984 - Gravadora: Arista Records - Formatos: vinil, cassete      | 1  | 4  | 3  | 6  | 23 | 1  | 16 | 14 | 7  | 10  | - BPI: 2× platina - MC: 2× platina - RIAA: platina - RMNZ: platina |
| Here's to Future Days                                                                           | - Lançamento: 17 de setembro de 1985 - Gravadora: Arista Records - Formatos: vinil, cassete       | 5  | 8  | 14 | 42 | 42 | 1  | 9  | 7  | 12 | 20  | - BPI: ouro - MC: platina - RIAA: ouro - RMNZ: platina             |
| Close to the Bone                                                                               | - Lançamento: 31 de março de 1987 - Gravadora: Arista Records - Formatos: vinil, cassete          | 90 | —  | 71 | —  | —  | 46 | 20 | 26 | —  | 76  |                                                                    |
| Big Trash                                                                                       | - Lançamento: 26 de setembro de 1989 - Gravadora: Warner Bros. Records - Formatos: vinil, cassete | —  | —  | —  | —  | —  | —  | —  | —  | —  | 143 |                                                                    |
| Queer                                                                                           | - Lançamento: 24 de setembro de 1991 - Gravadora: Warner Bros. Records - Formatos: CD, cassete    | —  | —  | —  | —  | —  | —  | —  | —  | —  | —   |                                                                    |
| "—" indica lançamentos que não chegaram às paradas musicais ou não foram lançados naquele país. |                                                                                                   |    |    |    |    |    |    |    |    |    |     |                                                                    |

### Singles
| 1980                                                                                            | "Squares and Triangles"          | —  | —  | —  | —  | —  | —  | —  | —  | —   | —  |                        | single sem álbum                           |
| 1980                                                                                            | "She's in Love with Mystery"     | —  | —  | —  | —  | —  | —  | —  | —  | —   | —  |                        | single sem álbum                           |
| 1981                                                                                            | "Perfect Game"                   | —  | —  | —  | —  | —  | —  | —  | —  | —   | —  |                        | A Product Of... (Participation)            |
| 1981                                                                                            | "Animal Laugh"                   | —  | —  | —  | —  | —  | —  | —  | —  | —   | —  |                        | A Product Of... (Participation)            |
| 1981                                                                                            | "Make Believe"                   | —  | —  | —  | —  | —  | —  | —  | —  | —   | —  |                        | A Product Of... (Participation)            |
| 1981                                                                                            | "Politics"                       | —  | —  | —  | —  | —  | —  | —  | —  | —   | —  |                        | A Product Of... (Participation)            |
| 1982                                                                                            | "In the Name of Love"            | 79 | —  | —  | —  | 44 | —  | —  | —  | 109 | 1  |                        | Set; In the Name of Love (EUA)             |
| 1982                                                                                            | "Runaway"                        | —  | —  | —  | —  | —  | —  | —  | —  | —   | —  |                        | Set; In the Name of Love (EUA)             |
| 1982                                                                                            | "Lies"                           | 67 | 27 | 12 | —  | —  | 6  | —  | —  | 30  | 1  |                        | Quick Step and Side Kick                   |
| 1983                                                                                            | "Love On Your Side"              | 9  | 80 | 47 | 32 | 27 | 9  | —  | —  | 45  | 6  |                        | Quick Step and Side Kick                   |
| 1983                                                                                            | "We Are Detective"               | 7  | —  | —  | —  | —  | 48 | —  | —  | —   | —  |                        | Quick Step and Side Kick                   |
| 1983                                                                                            | "Watching"                       | 33 | —  | —  | —  | —  | —  | —  | —  | —   | —  |                        | Quick Step and Side Kick                   |
| 1983                                                                                            | "Hold Me Now"                    | 4  | 3  | 2  | 7  | —  | 4  | —  | 18 | 3   | 1  | - BPI: ouro - MC: ouro | Into the Gap                               |
| 1984                                                                                            | "Doctor! Doctor!"                | 3  | 14 | 11 | 11 | 23 | 12 | —  | 11 | 11  | 18 | - BPI: prata           | Into the Gap                               |
| 1984                                                                                            | "You Take Me Up"                 | 2  | 47 | 28 | 24 | 50 | 24 | —  | —  | 44  | —  | - BPI: prata           | Into the Gap                               |
| 1984                                                                                            | "Sister of Mercy"                | 11 | —  | —  | —  | —  | —  | —  | —  | —   | —  |                        | Into the Gap                               |
| 1984                                                                                            | "The Gap"                        | —  | —  | —  | 62 | —  | —  | —  | —  | 69  | —  |                        | Into the Gap                               |
| 1984                                                                                            | "Lay Your Hands on Me"           | 13 | 28 | —  | 39 | —  | 19 | 17 | —  | —   | —  | - BPI: prata           | single sem álbum                           |
| 1985                                                                                            | "Roll Over"                      | —  | —  | —  | —  | —  | —  | —  | —  | —   | —  |                        | Here's to Future Days                      |
| 1985                                                                                            | "Lay Your Hands on Me" (remix)   | —  | —  | 8  | —  | —  | —  | —  | —  | 6   | 46 |                        | Here's to Future Days                      |
| 1985                                                                                            | "Don't Mess with Doctor Dream"   | 15 | 17 | —  | 30 | 34 | 12 | 10 | 11 | —   | —  |                        | Here's to Future Days                      |
| 1985                                                                                            | "King for a Day"                 | 22 | 20 | 12 | —  | —  | 4  | 10 | —  | 8   | —  |                        | Here's to Future Days                      |
| 1985                                                                                            | "Revolution"                     | 56 | —  | —  | —  | —  | 43 | —  | —  | —   | —  |                        | Here's to Future Days                      |
| 1986                                                                                            | "Nothing in Common"              | —  | —  | 68 | —  | —  | —  | —  | —  | 54  | 38 |                        | trilha sonora de Nothing in Common         |
| 1987                                                                                            | "Get That Love"                  | 66 | —  | 75 | —  | —  | —  | —  | —  | 31  | —  |                        | Close to the Bone                          |
| 1987                                                                                            | "Long Goodbye"                   | 89 | —  | —  | —  | —  | —  | —  | —  | —   | —  |                        | Close to the Bone                          |
| 1987                                                                                            | "Bush Baby"                      | —  | —  | —  | —  | —  | —  | —  | —  | —   | —  |                        | Close to the Bone                          |
| 1988                                                                                            | "In the Name of Love '88"        | 46 | —  | —  | —  | —  | —  | —  | —  | —   | 1  |                        | The Best of Thompson Twins: Greatest Mixes |
| 1989                                                                                            | "Sugar Daddy"                    | 97 | —  | 36 | —  | —  | —  | —  | —  | 28  | 2  |                        | Big Trash                                  |
| 1989                                                                                            | "Bombers in the Sky"             | —  | —  | —  | —  | —  | —  | —  | —  | —   | —  |                        | Big Trash                                  |
| 1990                                                                                            | "Who Wants To Be A Millionaire?" | —  | —  | —  | —  | —  | —  | —  | —  | —   | —  |                        | Red Hot + Blue                             |
| 1991                                                                                            | "Come Inside"                    | 56 | —  | —  | —  | —  | —  | —  | —  | —   | 7  |                        | Queer                                      |
| 1992                                                                                            | "The Saint"                      | 53 | —  | —  | —  | —  | —  | —  | —  | —   | —  |                        | Queer                                      |
| 1992                                                                                            | "Groove On"                      | —  | —  | —  | —  | —  | —  | —  | —  | —   | —  |                        | Queer                                      |
| 1992                                                                                            | "Play with Me (Jane)"            | —  | —  | —  | —  | —  | —  | —  | —  | —   | —  |                        | trilha sonora de Cool World                |
| "—" indica lançamentos que não chegaram às paradas musicais ou não foram lançados naquele país. |                                  |    |    |    |    |    |    |    |    |     |    |                        |                                            |

### Coletâneas
| The Best of Thompson Twins: Greatest Mixes                                                      | - Lançamento: 1988 - Gravadora: Arista Records - Formatos: vinil, cassete   | —  | 175 |              |
| Thompson Twins Greatest Hits                                                                    | - Lançamento: 1990 - Gravadora: Stylus Music - Formatos: vinil, cassete, CD | 23 | —   | - BPI: prata |
| The Greatest Hits                                                                               | - Lançamento: 7 de abril de 2003 - Gravadora: BMG - Formatos: CD            | —  | —   | - BPI: prata |
| "—" indica lançamentos que não chegaram às paradas musicais ou não foram lançados naquele país. |                                                                             |    |     |              |